# Dózsa György út (métro de Budapest)
Dózsa György út est une station du métro de Budapest. Elle est sur la  .